# Djurgårdens IF Fotboll 2017
Djurgårdens herrlag i fotboll tävlade i Allsvenskan och i Svenska cupen. Tack varje tredjeplatsen i Allsvenskan kvalificerade man sig för kval till Uefa Europa League.

## Truppen
Truppen aktuell per den: 5 november 2017.
| Nr | Nat             | Spelare                   | Position    | Född              | Längd  | I DIF sedan           | Kontrakt till | Kom från          | Moderklubb             |
| -- | --------------- | ------------------------- | ----------- | ----------------- | ------ | --------------------- | ------------- | ----------------- | ---------------------- |
| 1  | Sverige         | Andreas Isaksson          | Målvakt     | 3 oktober 1981    | 196 cm | 2016* (och 2001-2004) | 2018-12-31    | Kasımpaşa SK      | Östra Torp GIF         |
| 30 | Sverige         | Tommi Vaiho               | Målvakt     | 13 september 1988 | 188 cm | 2017 (och 2005-2012)  | 2021-12-31    | Gais              | IF Brommapojkarna      |
| 3  | Sverige         | Elliot Käck               | Back        | 18 september 1989 | 173 cm | 2015 (och 1995-2008)  | 2017-12-31    | IK Sirius         | Djurgårdens IF         |
| 4  | Sverige         | Jacob Une Larsson         | Back        | 8 april 1994      | 180 cm | 2016                  | 2021-12-31    | IF Brommapojkarna | IF Brommapojkarna      |
| 5  | Norge           | Niklas Gunnarsson         | Back        | 27 april 1991     | 188 cm | 2016*                 | 2018-12-31    | Vålerenga         | Pors Grenland          |
| 12 | Sverige         | Jonathan Augustinsson     | Back        | 30 mars 1996      | 185 cm | 2016                  | 2021-12-31    | IF Brommapojkarna | IF Brommapojkarna      |
| 13 | Sverige         | Jonas Olsson              | Back        | 10 mars 1983      | 193 cm | 2017                  | 2018-12-31    | West Bromwich     | Landskrona BoIS        |
| 15 | Elfenbenskusten | Souleyman Kone            | Back        | 1 maj 1996        | 192 cm | 2017                  | 2019-12-31    | Ararat Yerevan    | ASEC Mimosas           |
| 19 | Sverige         | Marcus Hansson            | Back        | 12 februari 1990  | 186 cm | 2016                  | 2019-12-31    | Tromsø IL         | Åbyggeby FK            |
| 22 | Sverige         | Felix Beijmo              | Back        | 31 januari 1998   | 185 cm | 2017                  | 2020-12-31    | IF Brommapojkarna | IF Brommapojkarna      |
| 6  | Sverige         | Jesper Karlström          | Mittfältare | 21 juni 1995      | 182 cm | 2015                  | 2019-12-31    | IF Brommapojkarna | IF Brommapojkarna      |
| 7  | Sverige         | Magnus Eriksson           | Mittfältare | 8 april 1990      | 179 cm | 2016*                 | 2020-12-31    | Brøndby IF        | AIK FF                 |
| 8  | Sverige         | Kevin Walker              | Mittfältare | 3 augusti 1989    | 177 cm | 2015                  | 2020-12-31    | GIF Sundsvall     | Varbergs BoIS          |
| 9  | Sverige         | Haris Radetinac           | Mittfältare | 28 oktober 1985   | 187 cm | 2013*                 | 2019-12-31    | Mjällby AIF       | Novi Pazar             |
| 10 | Sverige         | Kerim Mrabti              | Mittfältare | 20 maj 1994       | 175 cm | 2015                  | 2018-12-31    | IK Sirius         | Enköpings SK           |
| 16 | Sverige         | Kim Källström (lagkapten) | Mittfältare | 24 augusti 1982   | 185 cm | 2017 (och 2002-2003)  | 2018-12-31    | Grasshopper       | Sandvikens IF          |
| 58 | Nederländerna   | Othman El Kabir           | Mittfältare | 17 juli 1991      | 175 cm | 2016*                 | 2019-12-31    | Athletic FC       | FC Blauw-Wit Amsterdam |
| 11 | Sverige         | Amadou Jawo               | Anfallare   | 26 september 1984 | 175 cm | 2013                  | 2018-12-31    | IF Elfsborg       | IK Frej                |
| 17 | Sverige         | Gustav Engvall            | Anfallare   | 29 april 1996     | 184 cm | 2017                  | 2017-12-31    | Bristol City      | Färjestadens GoIF      |
| 20 | Senegal         | Aliou Badji               | Anfallare   | 10 oktober 1997   | 189 cm | 2017                  | 2020-12-31    | Casa Sports       | Casa Sports            |
| 21 | Norge           | Julian Kristoffersen      | Anfallare   | 10 maj 1997       | 198 cm | 2017*                 | 2020-12-31    | Ørn-Horten        | FC Köpenhamn           |
| 24 | Zimbabwe        | Tino Kadewere             | Anfallare   | 5 januari 1996    | 183 cm | 2015                  | 2019-12-31    | Harare City       | Prince Edward School   |
| 29 | Nigeria         | Haruna Garba              | Anfallare   | 17 januari 1994   | 190 cm | 2017                  | 2020-12-31    | Dubai CSC         | Gombe United           |

| Nr | Nat       | Utlånade/sålda spelare under 2017          | Position    | Född             | Längd  | I DIF sedan | Kontrakt till | Kom från          | Moderklubb         | Seriematcher | Mål |
| -- | --------- | ------------------------------------------ | ----------- | ---------------- | ------ | ----------- | ------------- | ----------------- | ------------------ | ------------ | --- |
| 35 | Sverige   | Oscar Jonsson                              | Målvakt     | 24 januari 1997  | 186 cm | 2014        | 2018-12-31    | Djurgården U21    | Svegs IK           |              |     |
| 2  | Sverige   | Tim Björkström                             | Back        | 8 januari 1991   | 180 cm | 2015        | 2017-12-31    | IF Brommapojkarna |                    | 47           | 0   |
| 31 | Sverige   | Marcus Enström                             | Back        | 15 januari 1997  | 188 cm | 2016        | 2017-12-31    | Djurgården U21    |                    |              |     |
| 14 | Sverige   | Besard Sabovic                             | Mittfältare | 5 januari 1998   | 186 cm | 2016        | 2019-12-31    | Djurgården U21    | IF Brommapojkarna  |              |     |
| 21 | Sydafrika | Mihlali Mayambela (utlånad till juni 2019) | Mittfältare | 25 augusti 1996  | 180 cm | 2016        | 2019-12-31    | Cape Town City FC | Old Mutual Academy |              |     |
| 23 | Sverige   | Joseph Ceesay                              | Mittfältare | 3 juni 1998      | 178 cm | 2013        | 2020-12-31    | Djurgården U21    | Hässelby SK        |              |     |
| 35 | Sverige   | Filip Tasic                                | Mittfältare | 12 november 1998 | 185 cm |             |               |                   |                    | 1            | 0   |

### Ledning
Huvudtränare: Özcan Melkemichel
Assisterande tränare: Ivan Ristic, Hugo Berggren
Målvaktstränare: Nikos Gkoulios
Sportchef: Bosse Andersson
Lagledare: Daniel Granqvist
Naprapat: Christian Andersson, Karl Barrling
Fystränare: Johan Forsbring
Materialare: Inge Lindström
Läkare: Håkan Nyberg

## Allsvenskan
| Omgång | Datum        | Motståndare         | H/B | Resultat | Målskyttar                                                              | Publik | Arena            | Position |
| ------ | ------------ | ------------------- | --- | -------- | ----------------------------------------------------------------------- | ------ | ---------------- | -------- |
| 1      | 3 april      | IK Sirius FK        | H   | 0-2      |                                                                         | 26.648 | Tele2 Arena      | 15:e     |
| 2      | 9 april      | BK Häcken           | B   | 0-0      |                                                                         | 5.541  | Bravida Arena    | 15:e     |
| 3      | 16 april     | IF Elfsborg         | H   | 3–0      | Engvall 2', Mrabti 5', Eriksson 51'                                     | 11.435 | Tele2 Arena      | 7:a      |
| 4      | 24 april     | Malmö FF            | B   | 2-3      | Eriksson 45', Engvall 65' (straff)                                      | 19.074 | Swedbank Stadion | 11:e     |
| 5      | 27 april     | Halmstads BK        | B   | 1-0      | Eriksson 85' (straff)                                                   | 4.690  | Örjans vall      | 7:a      |
| 6      | 1 maj        | IFK Norrköping      | H   | 3-3      | Eriksson (2) 23', 65', Kadewere 90'                                     | 17.104 | Tele2 Arena      | 8:a      |
| 7      | 7 maj        | Örebro SK           | B   | 4-0      | Engvall (3) 11', 45', 52', Mrabti 69'                                   | 9.271  | Behrn Arena      | 2:a      |
| 8      | 15 maj       | IFK Göteborg        | H   | 1-0      | Karlström 79'                                                           | 16.299 | Tele2 Arena      | 3:a      |
| 9      | 18 maj       | Jönköpings Södra IF | B   | 1-1      | Eriksson 46'                                                            | 5.175  | Stadsparkvallen  | 5:a      |
| 10     | 22 maj       | AIK                 | H   | 0-1      |                                                                         | 25.754 | Tele2 Arena      | 7:a      |
| 11     | 27 maj       | Athletic Eskilstuna | H   | 4-1      | Walker (2) 28', 76', Mrabti 52', El Kabir 64'                           | 10.255 | Tele2 Arena      | 3:a      |
| 12     | 6 juni       | Hammarby IF FF      | B   | 1-3      | Engvall 32'                                                             | 29.374 | Tele2 Arena      | 6:a      |
| 13     | 3 juli       | Kalmar FF           | H   | 4-1      | Eriksson (2) 37', 72', El Kabir 63', Engvall 84'                        | 11.730 | Tele2 Arena      | 5:a      |
| 14     | 10 juli      | GIF Sundsvall       | H   | 2-1      | Källström 31' (frispark), El Kabir 64'                                  | 12.439 | Tele2 Arena      | 4:a      |
| 15     | 16 juli      | Östersund FK        | B   | 1-2      | Walker 31'                                                              | 5.647  | Jämtkraft Arena  | 7:a      |
| 16     | 23 juli      | Östersund FK        | H   | 3-0      | Olsson (2) 43', 86', Badji 82'                                          | 11.762 | Tele2 Arena      | 3:a      |
| 17     | 31 juli      | Athletic Eskilstuna | B   | 2-1      | Badji 30', El Kabir 51'                                                 | 7.500  | Tunavallen       | 2:a      |
| 18     | 7 augusti    | Malmö FF            | H   | 0-1      |                                                                         | 22.208 | Tele2 Arena      | 3:a      |
| 19     | 13 augusti   | IFK Norrköping      | B   | 1-0      | Mrabti 66'                                                              | 11.620 | Östgötaporten    | 2:a      |
| 20     | 20 augusti   | Halmstad BK         | H   | 2-1      | Eriksson 28' (straff), Engvall 65'                                      | 13.093 | Tele2 Arena      | 2:a      |
| 21     | 27 augusti   | AIK                 | B   | 1-1      | Badji 84'                                                               | 33.157 | Friends Arena    | 2:a      |
| 22     | 11 september | IFK Göteborg        | B   | 3-1      | Mrabti (2) 18', 52, Karlström 54'                                       | 12.350 | Gamla Ullevi     | 2:a      |
| 23     | 16 september | Örebro SK           | H   | 4-1      | Källström 12', Beijmo 38', Eriksson (2) 62' 65' (straff)                | 14.039 | Tele2 Arena      | 2:a      |
| 24     | 19 september | IF Elfsborg         | B   | 2-2      | Eriksson 8', Källström 74'                                              | 7.423  | Borås Arena      | 2:a      |
| 25     | 24 september | Hammarby IF FF      | H   | 1-1      | Olsson 53'                                                              | 24.174 | Tele2 Arena      | 2:a      |
| 26     | 1 oktober    | GIF Sundsvall       | B   | 5-0      | Kadewere 21', Eriksson (2) 24', 50' (straff), Beijmo 46', Karlström 77' | 5.280  | Norrporten Arena | 2:a      |
| 27     | 15 oktober   | IK Sirius           | B   | 0-2      |                                                                         | 6.492  | Studenternas IP  | 3:a      |
| 28     | 22 oktober   | BK Häcken           | H   | 1-1      | Une Larsson 40'                                                         | 14.181 | Tele2 Arena      | 3:a      |
| 29     | 29 oktober   | Jönköpings Södra IF | H   | 0-0      |                                                                         | 12.493 | Tele2 Arena      | 3:a      |
| 30     | 5 november   | Kalmar FF           | B   | 2-0      | Mrabti (2) 29'. 41'                                                     | 8.241  | Guldfågeln Arena | 3:a      |

## Svenska cupen
| Omgång    | Datum            | Motståndare       | H/B | Resultat | Målskyttar                                                        | Publik | Arena       |
| --------- | ---------------- | ----------------- | --- | -------- | ----------------------------------------------------------------- | ------ | ----------- |
| 2         | 24 augusti 2016  | Smedby AIS        | B   | 5-1      | El Kabir (2) 56', 76', Karlström 46', Mayambela 66', Berntsen 86' | 1 500  | Mirum Arena |
| Gruppspel | 20 februari 2017 | Degerfors IF      | H   | 1-2      | Jawo 62'                                                          | 7 000  | Tele2 Arena |
| Gruppspel | 27 februari 2017 | IF Brommapojkarna | B   | 1-1      | Mrabti 54'                                                        | 2 531  | Tele2 Arena |
| Gruppspel | 4 mars 2017      | Helsingborgs IF   | H   | 1-0      | El Kabir 75'                                                      | 4 065  | Tele2 Arena |

| Omgång      | Datum                   | Motståndare         | H/B | Resultat | Målskyttar                                                                 | Publik | Domare             | Arena           |
| ----------- | ----------------------- | ------------------- | --- | -------- | -------------------------------------------------------------------------- | ------ | ------------------ | --------------- |
| 2           | 23 augusti 2017         | Gamla Upsala SK     | B   | 4-1      | Självmål 18', Badji (2) 75', 89', Kristoffersen 83'                        | 1.286  | Victor Wolf        | Studenternas IP |
| Gruppspel   | Måndag 19 februari 2018 | Degerfors IF        | H   | 6-0      | Radetinac (2) 16', 90', Kadewere(2) 51', 54', Mrabti 33', Augustinsson 48' | 5.568  | Antti Kanerva      | Tele2 Arena     |
| Gruppspel   | Lördag 24 februari 2018 | IK Frej             | B   | 1-0      | Gunnarsson 76'                                                             | 2.512  | Patrik Eriksson    | Vikingavallen   |
| Gruppspel   | Lördag 3 mars 2018      | Jönköpings Södra IF | H   | 1-0      | Walker 83'                                                                 | 6.214  | Stefan Johannesson | Tele2 Arena     |
| Kvartsfinal | Måndag 12 mars 2018     | BK Häcken           | H   | 1-0      | Kadewere 77'                                                               | 6.697  | Mohammed Al-Hakim  | Tele2 Arena     |
| Semifinal   | Söndag 18 mars 2018     | AIK FF              | B   | 2-0      | Kadewere 46', Mrabti 67'                                                   | 21.200 | Andreas Ekberg     | Friends Arena   |
| Final       | Torsdag 10 maj 2018     | Malmö FF            | H   | 3-0      | Une Larsson 17', Mrabti 47', Ring 81'                                      | 25.123 | Bojan Pandzic      | Tele2 Arena     |

## Träningsmatcher
| Datum              | Motståndare       | H/B | Resultat | Målskyttar | Varningar | Domare | Publik | Arena              |
| ------------------ | ----------------- | --- | -------- | ---------- | --------- | ------ | ------ | ------------------ |
| Onsdag 25 januari  | Vasalunds IF      | B   | 0-2      |            |           |        |        | Skytteholms IP     |
| Onsdag 1 februari  | Debreceni VSC     | B   | 0-1      |            |           |        |        | Estádio Bela Vista |
| Lördag 4 februari  | HNK Rijeka        | H   | 0-1      |            |           |        |        | Estádio Bela Vista |
| 6/7 februari       | AaB Fodbold       | H   | 0-0      |            |           |        |        | Estádio Algarve    |
| Söndag 12 februari | Vålerengens IF    | H   | 1-2      |            |           |        |        | Tele2 Arena        |
| Måndag 20 februari | Degerfors IF      | H   | 1-2      |            |           |        |        | Tele2 Arena        |
| Måndag 27 februari | IF Brommapojkarna | B   | 1-1      |            |           |        |        | Grimsta IP         |
| Lördag 4 mars      | Helsingborgs IF   | H   | 1-0      |            |           |        |        | Tele2 Arena        |
| Lördag 18 mars     | Tromsø IL         | H   | 3-1      |            |           |        |        | Danderyd Arena     |
| Lördag 25 mars     | Viking FK         | H   | 2-0      |            |           |        |        | Grimsta IP         |

## Statistik
Avser Allsvenskan:

### Mål
1. Magnus Eriksson, 14
2. Gustav Engvall, 8
3. Kreim Mrabti, 8
4. Othman El Kabir, 4
5. Aliou Badji, 3
6. Jonas Olsson, 3
7. Jesper Karlström, 3
8. Kevin Walker, 3
9. Kim Källström, 3
10. Tino Kadewere, 2
11. Felix Beijmo, 2
12. Jacob Une Larsson, 1

### Assist
1. Kim Källström, 7
2. Kreim Mrabti, 7
3. Magnus Eriksson, 6
4. Othman El Kabir, 5
5. Gustav Engvall, 4
6. Jacob Une Larsson, 3
7. Felix Beijmo, 2
8. Elliot Käck, 2
9. Jesper Karlström, 1
10. Kevin Walker, 1

## Övergångar

### Spelare/ledare in
Efter Allsvenskan 2016 och inför/under säsongen 2017:
| Datum            | Nr | Namn                 | Från                 | Position    | Kommentar                 | Länk   |
| ---------------- | -- | -------------------- | -------------------- | ----------- | ------------------------- | ------ |
| 1 december 2016  |    | Özcan Mekemichel     | AFC United           | Tränare     | 2-årskontrakt (2017-2018) | dif.se |
| 8 december 2016  |    | Ivan Ristic          | AFC United           | Tränare     | 2-årskontrakt (2017-2018) | dif.se |
| 8 december 2016  | 30 | Tommi Vaiho          | GAIS                 | Målvakt     | 3-årskontrakt (2017-2019) | dif.se |
| 23 december 2016 | 15 | Souleymane Kone      | FC Ararat Yerevan    | Back        | 3-årskontrakt (2017-2019) | dif.se |
| 31 januari 2017  | 20 | Aliou Badji          | Casa Sports L1       | Anfallare   | 4-årskontrakt (2017-2020) | dif.se |
| 10 februari 2017 | 16 | Kim Källström        | Grasshoppers         | Mittfältare | 2-årskontrakt (2017-2018) | dif.se |
| 23 mars 2017     | 13 | Jonas Olsson         | West Bromwich Albion | Back        | 2-årskontrakt (2017-2018) | dif.se |
| 23 mars 2017     | 29 | Haruna Garba         | Dubai CSC            | Anfallare   | 3-årskontrakt (2017-2019) | dif.se |
| 30 mars 2017     | 22 | Felix Beijmo         | IF Brommapojkarna    | Back        | 4-årskontrakt (2017-2020) | dif.se |
| 31 mars 2017     | 17 | Gustav Engvall       | Bristol City         | Anfallare   | Lånas till 2017-07-16     | dif.se |
| 8 augusti 2017   | 21 | Julian Kristoffersen | FC Köpenhamn         | Anfallare   | 3-årskontrakt (2017-2019) | dif.se |
| 10 augusti 2017  | 17 | Gustav Engvall       | Bristol City         | Anfallare   | Lånas till 2017-12-31     | dif.se |

### Spelare/ledare ut
Efter Allsvenskan 2016 och inför/under säsongen 2017:
| Datum            | Nr | Namn                | Till                      | Position    | Kommentar                                                                                         | Länk         |
| ---------------- | -- | ------------------- | ------------------------- | ----------- | ------------------------------------------------------------------------------------------------- | ------------ |
| 30 oktober 2016  |    | Mark Dempsey        | Molde FK                  | Tränare     | Kontraktet gick ut och tackade nej till förlängning. Skrev på som assisterande tränare för Molde. | dif.se       |
| 6 november 2016  | 6  | Alexander Faltsetas | BK Häcken                 | Mittfältare | Kontraket gick ut. Skrev senare på för BK Häcken.                                                 | dif.se       |
| 25 november 2016 | 7  | Seon-Min Moon       | Incheon United            | Mittfältare | Bryter kontraktet och flyttar hem till Sydkorea igen.                                             | dif.se       |
| 25 november 2016 | 13 | Mathias Ranégie     | Watford FC                | Anfallare   | Lånekontraktet gick ut.                                                                           | dif.se       |
| 1 december 2016  | 23 | Hampus Nilsson      | Falkenbergs FF            | Målvakt     | Försäljning.                                                                                      | dif.se       |
| 8 december 2016  |    | Anders Johansson    |                           | Tränare     | Kontraktet gick ut vid årsskiftet och det blev klart att Ivan Ristic ersätter.                    | expressen.se |
| 31 december 2016 | 12 | Kenneth Høie        | Slutar                    | Målvakt     | Kontraket gick ut, slutade spela fotboll.                                                         | dif.se       |
| 31 december 2016 | 31 | Kevin Deeromram     | Ratchaburi Mitr Phol      | Back        | Kontraktet gick ut. Skrev på för thailändska laget Ratchaburi Mitr Phol i början av januari.      |              |
| 25 januari 2017  | 17 | Michael Olunga      | Guizhou Hengfeng Zhicheng | Anfallare   | Försäljning.                                                                                      | dif.se       |
| 9 mars 2017      | 25 | Oscar Jonsson       | Enskede IK                | Målvakt     | Lånas ut för resten av säsongen men är tillgänglig för spel i Djurgården under året.              | dif.se       |
| 9 mars 2017      | 36 | Filip Tasic         | Arameiska-Syrianska IF    | Mittfältare | Lånas ut för resten av säsongen men är tillgänglig för spel i Djurgården under året.              | dif.se       |
| 12 mars 2017     | 21 | Mihlali Mayambela   | Degerfors IF              | Mittfältare | Lånas ut säsongen ut.                                                                             | dif.se       |
| 21 mars 2017     | 31 | Marcus Enström      | Vasalunds IF              | Back        | Lånas ut för resten av säsongen men är tillgänglig för spel i Djurgården under året.              | dif.se       |
| 21 mars 2017     | 27 | Kebba Ceesay        | Dalkurd FF                | Back        | Lånas ut säsongen ut.                                                                             | dif.se       |
| 24 mars 2017     | 14 | Besard Sabovic      | IF Brommapojkarna         | Mittfältare | Lånas ut för resten av säsongen men är tillgänglig för spel i Djurgården under året.              | dif.se       |
| 31 mars 2017     | 2  | Tim Björkström      | Östersunds FK             | Back        | Lånas ut till 2017-12-31, då även kontraktet går ut                                               | dif.se       |
| 31 mars 2017     | 10 | Daniel Berntsen     | Vålerenga IF              | Mittfältare | Försäljning.                                                                                      | dif.se       |
| 16 juli 2017     | 17 | Gustav Engvall      | Bristol City FC           | Anfallare   | Låneavtalet gick ut. Återvände sen för en andra sejour 10 augusti 2017.                           |              |
| 17 juli 2017     | 23 | Joseph Ceesay       | IK Frej                   | Mittfältare | Lånas ut för resten av säsongen men är tillgänglig för spel i Djurgården under året.              | dif.se       |